# Живагин, Игорь Фёдорович
Игорь Фёдорович Живагин (24 июня 1950 — 1 июля 1997) — советский поэт-лирик, шахматист, руководитель издательства «Ленок». Член Национального союза писателей Украины (1995).

## Биография
Игорь Живагин родился 24 июня 1950 года в Верхотурье, Свердловская область, в семье служащих. Детские и школьные годы прошли на Северном Кавказе в городе Орджоникидзе (Владикавказ), в 1969—1971 годах служил в армии в ГДР, а с 1972 года постоянно проживал в Житомире.
Первые стихи начал писать в школьные годы. В 1973 году окончил филологический факультет Житомирского педагогического института (ныне — Житомирский государственный университет имени Ивана Франко). Работал на производстве и на педагогической работе (директор нескольких сельских школ, преподаватель ПТУ, начальник пионерского лагеря, инспектор районо), был мастером спорта[какой страны?] по шахматам (по другим данным — кандидатом в мастера спорта[какой страны?]), руководителем редакционно-издательского коллектива «Ленок» (1993, Житомир).
Автор писал про полесский край, природу, местных жителей (поэзии «Хлебороб», «Полесье»). Также писал о ветеранах Великой Отечественной и афганской войн, ликвидаторах аварии на ЧАЭС. Он очень любил Житомир, в котором прожил вторую часть своей жизни: «Я утренний Житомир обожаю, ему отдам тепло души своей».
Таким образом, творчество Игоря Живагина условно можно разделить на два этапа: в одном он выступает как поэт-лирик, в другом — как поэт-гражданин.
При жизни Игоря Живагина вышли сборники его стихов: «Осенний поцелуй» (1993), «Во имя любви» (1994), «Глазами блаженной души» (1996), «Под вечным куполом небес» (1996), «Агония любви» (1997), кроме того, — многочисленные публикации в лучших житомирских журналах. В 1995 году Живагина приняли в Житомирскую областную организацию Союза писателей Украины.
Последний сборник — «Прикосновенье» вышел в 2010 году, через 12 лет после смерти поэта.
В поэзии Игоря Живагина воплощена высокая гамма чувств, переживаний и страданий человеческой души, любовь, печаль, красота и надежды. Женский образ рождается из сплетения личного опыта с внутренними переживаниями, достигает соответствующего воздействия на читателя. Автор пытался помочь читателю вспомнить о своих лучших качествах, обратить внимание на то доброе и прекрасное, что есть в каждом человеке.

## Работы
- Живагин И. Ф. Агония любви / И. Ф. Живагин; худож. оформ. Ю. Д. Дубинина, Ю. Д. Рудевича. — Житомир: Льонок, 1997. — 94 с. : портр., іл. — ISBN 966-541-050-4.
- Живагин И. Ф. Во имя любви / И. Ф. Живагин; худож. Ю. Бирюков. — Житомир: Ленок, 1994. — 78 с. : 1 портр., іл. — ISBN 5-7707-5657-8.
- Живагин И. Ф. Глазами блаженной души / И. Ф. Живагин; худож. оформ. Ю. И. Бирюкова. — Житомир: Ленок, 1995. — 82 с. : портр., іл. — ISBN 5-7707-6957-2.
- Живагин И. Ф. Под вечным куполом небес / И. Ф. Живагин; худож. оформ. Ю. А. Дубинина. — Житомир: Ленок, 1996. — 87 с. — ISBN 5-7707-9569-7.
- Живагин И. Ф. Прикосновение: стихи / И. Ф. Живагин; сост. Е. Р. Тимиряев; худож. К. Ускова. — Житомир: Полісся, 2010. — 95 с. — ISBN 978-966-655-510-9.
- Живагін І. Ф. Очима чуткої душі: поезії / Ігор Живагін; у пер. з рос. Івана Сльоти; [передм. Михайла Клименка; прередм. пер. Івана Сльоти]. — Житомир: Полісся, 2004. — 79, [1] с. : портр. — ISBN 966-655-079-2.
- Живагин И. [Стихи] / И. Живагин // Парк Шодуара : поетична антологія рідного краю / уклад. В. Бендерська [та ін.]. — Житомир : О. О. Євенок, 2018. — С. 184—185.